# هنر مسگری

بادیه مسی کار مسگران کرمانی متعلق به دوران قاجاریه با نقش و خط. عکس: علی اکبر عبدالرشیدی

مسگری یکی از صنایع دستی کهن ایران است. اشیا و ظروف مسی دست‌ساز از زمان‌های دور در موزه‌ها قابل مشاهده هستند. پیشینه مسگری در ایران حداقل به پنج هزار سال پیش و در شهر باستانی سیلک کاشان می‌رسد و به ظن غالب اولین فلز مکشوفه به دست انسان همین فلز مس بوده و اولین فلزکاران نیز ایرانیان بوده‌اند. از جمله مراکز عمده این هنر شهرهای اصفهان، زنجان، شیراز، کرمان و کاشان است.

## وضعیت رونق مسگری
صنعت مسگری در اصفهان، زنجان، کرمان، شیراز و کاشان و یزد و در دوران اسلامی و تا به امروز از رونق و شکوفایی برخوردار بوده به گونه‌ای که در اغلب این شهرها یکی از بازارها با عنوان بازار مسگرها به صاحبان این هنر - صنعت اختصاص داشت. در بازار مسگرهای این شهرها ده‌ها مسگر به قوت بازو و ضرب چکش خود، انواع ظروف، وسایل و اشیاء مسین می‌ساختند. امروزه در این بازارها هنوز آثاری از این هنر یافت می‌شود. کشف دو کوره ذوب فلز در محوطه سه هزار ساله «اسپیدژ» در سیستان و بلوچستان نشان داد که مردم اسپیدژ، پیش از تاریخ به هنر مسگری و فلزکاری مسلط بوده‌اند.

## تشخیص ظروف مسی اصل
یکی از دغدغه خریداران ظروف مسی این هست که نمی‌توانند ظروف مسی اصل را تشخیص دهند، به چند راه برای تشخیص ظروف مسی در زیر توجه کنید:
- چکش زنی ریز و منظم انجام شده‌است[۸]
- قلع داخل ظرف درخشان و براق است
- ظرافت و ریزه کاری دارد[۹]

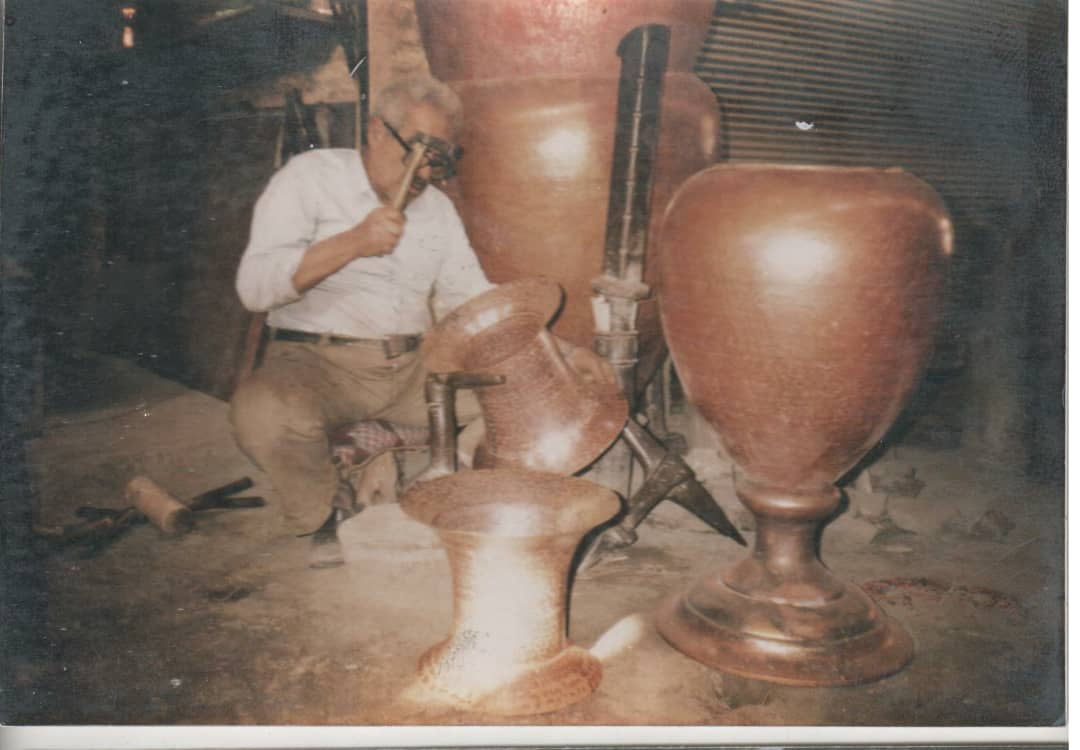
بازار مسگرهای اصفهان سال ۱۳۶۹ اثر عبدالعلی سطوت

- از ورق مس با کیفیت و ضخیم استفاده شده‌است
- مهر سازنده ظروف مسی روی ظروف هک شده‌است